# Turbonilla mayana
Turbonilla mayana är en snäckart som beskrevs av Baker, Hanna och Strong 1928. Turbonilla mayana ingår i släktet Turbonilla och familjen Pyramidellidae. Inga underarter finns listade i Catalogue of Life.